# Dasychira ignotana
Dasychira ignotana är en fjärilsart som beskrevs av Embrik Strand 1915. Dasychira ignotana ingår i släktet Dasychira och familjen tofsspinnare. Inga underarter finns listade i Catalogue of Life.